# Armadilha de íons de Penning

Uma versão cilíndrica da armadilha de Penning, com extremidades abertas para permitir o fluxo

Uma armadilha de íons de Penning, ou simplesmente, uma armadilha de Penning é um dispositivo para o armazenamento de partículas usando um campo magnético axial homogêneo e um campo elétrico quadrupolo não homogêneo. Esse tipo de armadilha é particularmente adequado para medições de precisão de propriedades de íons e partículas subatômicas estáveis. Os átomos de geônio foram criados e atendidos dessa maneira, para medir o momento magnético do elétron.
Em 2019, essas armadilhas foram usadas na realização física da computação quântica e no processamento de informações quânticas, capturando qubits. As armadilhas de penning são usadas em muitos laboratórios em todo o mundo, incluindo o CERN, para armazenar antimatéria como antiprótons. Os cientistas, a fim de testar se a ausência de antimatéria, talvez por interagir de maneira diferente com a matéria escura, usaram uma armadilha de Penning para capturar um único antipróton, impedindo-o de entrar em contato com a matéria comum e ser aniquilado. O experimento estimou a propriedade da frequência de precessão de rotação do antipróton.

## Átomo de geônio
Um átomo de geônio, assim chamado por estar ligado à terra, é um sistema pseudo-atômico criado em uma armadilha de Penning, útil para medir parâmetros fundamentais de partículas. No caso mais simples, o sistema preso consiste em apenas uma partícula ou íon. Esse sistema quântico é determinado pelos estados quânticos de uma partícula, como no átomo de hidrogênio. O hidrogênio consiste em duas partículas, o núcleo e o elétron, mas o movimento do elétron em relação ao núcleo é equivalente a uma partícula em um campo externo, veja o quadro de centro de massa.

## Partícula única
Em novembro de 2017, uma equipe internacional de cientistas isolou um único próton em uma armadilha de Penning para medir seu momento magnético com a maior precisão até o momento. Verificou-se ser 2,79284734462 ± 0,00000000082 magnetons nucleares.